# Serhi Nahirny
Serhi Nahirny –en ucraniano, Сергій Нагірний; en ruso, Сергей Нагирный, Serguei Naguirny– (1964) es un deportista ucraniano que compitió para la Unión Soviética en halterofilia.
Ganó una medalla de plata en el Campeonato Mundial de Halterofilia de 1986 y dos medallas de plata en el Campeonato Europeo de Halterofilia, en los años 1986 y 1994.

## Palmarés internacional
| Representando a la URSS |                           |                  |           |
| Campeonato Mundial      |                           |                  |           |
| Año                     | Lugar                     | Medalla          | Categoría |
| 1986                    | Sofía (Bulgaria)          | Medalla de plata | 110 kg    |
| Campeonato Europeo      |                           |                  |           |
| Año                     | Lugar                     | Medalla          | Categoría |
| 1986                    | Karl-Marx-Stadt (RDA)     | Medalla de plata | 110 kg    |
| Representando a Ucrania |                           |                  |           |
| Campeonato Europeo      |                           |                  |           |
| Año                     | Lugar                     | Medalla          | Categoría |
| 1994                    | Sokolov (República Checa) | Medalla de plata | +108 kg   |